# スタディオヌル・フランシスク・ヴォン・ノイマン
スタディオヌル・フランシスク・ヴォン・ノイマン（Stadionul Francisc von Neuman）は、ルーマニア・アラドにあるサッカー専用スタジアム。2020年に開場し、FC UTAアラドがホームスタジアムとして使用している。

## 概要
イギリスのハダースフィールドにあるカークリーズ・スタジアムを参考に国内の設計事務所であるSC Tehnodomus SRLが設計し、竣工後にこのスタジアムをホームスタジアムとして使用するFC UTAアラドのユダヤ人創設者フランシスク・ヴォン・ノイマンより、スタディオヌル・フランシスク・ヴォン・ノイマンと命名された。工期の終了は2017年を予定していたが、元の建設会社が経営難によって新たな会社へと交代したため、3年ほどの遅れが生じた。
こけら落しは2020年8月28日のリーグ戦であるFC UTAアラド対FCヴォルンタリの試合で行われた。また、UEFAスタジアムカテゴリーは最高レベルの星4つであるため、国際Aマッチやその他国際大会も開催できる。